# يوهان جورج ريتر فون زيمرمان
يوهان جورج ريتر فون زيمرمان (بالإنجليزية: Johann Georg Ritter von Zimmermann)‏ (و. 1728 – 1795 م) هو عالم نبات من سويسرا . ولد في بروغ.
وهو عضو في الأكاديمية الروسية للعلوم، وأكاديمية سانت بطرسبرغ للعلوم، والأكاديمية البروسية للعلوم .
توفي في هانوفر.